# Portada del Torreón del Archivo General Central del Reino
La portada del Torreón del Archivo General Central del Reino es un elemento arquitectónico construido para  comunicar el Palacio Arzobispal de Alcalá de Henares con el Convento de las Bernardas. Fue declarada Monumento arquitectónico-artístico el 20 de julio de 1922, y consta con el identificador RI-51-0000233 como Bien de Interés Cultural.

## Historia
El Palacio Arzobispal de Alcalá de Henares fue erigido en el siglo XIII como palacio-fortaleza de los Arzobispos de Toledo, contando con sucesivas intervenciones de los prelados toledanos, que solían residir aquí durante largas temporadas. Se engrandeció en el siglo XVI, especialmente durante las prelaturas del arzobispo Alonso de Fonseca y Ulloa y del cardenal Juan Pardo de Tavera. Llegando a ser el uno de los palacios más suntuosos de España.  
En 1618 el cardenal Bernardo de Sandoval y Rojas fundó un convento de monjas cistercienses en Alcalá de Henares, y mandó construir el Convento de las Bernardas adosado a la torre albarrana de su palacio. Utilizando una parte del torreón, como paso desde su residencia arzobispal a la tribuna de la iglesia del monasterio.
Tras la desamortización de Mendizabal, desde el 2 de marzo de 1859 gran parte del palacio arzobispal se transformó en el Archivo General Central del Reino. La parte alta del mencionado torreón quedó adjudicada a las habitaciones del capellán de las monjas, cuando la mitra de Toledo cedió al Estado, en usufructo, el palacio arzobispal, para instalar en él dicho Archivo.
En 1922 la comunidad de religiosas Bernardas de Alcalá, trató de enajenar la antigua puerta plateresca con el escudo de armas del cardenal Tavera, existente en los muros del patio de la vivienda de la mandadera de dicho convento. Con el objetivo de obtener fondos para reparar su edificio, estando convenida la venta en 10.000 pesetas. Luis María Cabello Lapiedra se dirigió a la Dirección General de Bellas Artes, exponiendo la situación para evitar el posible expolio. El 20 de julio de 1922, en la Gaceta de Madrid, se publicó la Real Orden que declaraba la histórica portada, monumento arquitectónico artístico, evitándose así la pretendida enajenación.
Durante la Guerra Civil Española el Archivo fue ocupado como cuartel militar, hasta que gran parte del edificio se destruyó, en un incendio, el 11 de agosto de 1939.
En su torre ochava aún se conserva el pórtico plateresco que fue declarado "Monumento arquitectónico-artístico" el 20 de julio de 1922, con el código RI-51-0000233 de Bien de Interés Cultural. Se localiza en la Plaza de las Bernardas n.º 1. Actualmente está tapiado, y no comunica el Palacio Arzobispal con el Convento de las Bernardas.